# Гринок (Пенсилванија)
Гринок (енгл. Greenock) насељено је место без административног статуса у америчкој савезној држави Пенсилванија.

## Демографија
По попису из 2010. године број становника је 2.195.
| Група             | 2000.    | 2010.         |
| Белци             | 0 (0,0%) | 2.144 (97,7%) |
| Афроамериканци    | 0 (0,0%) | 7 (0,3%)      |
| Азијати           | 0 (0,0%) | 9 (0,4%)      |
| Хиспаноамериканци | 0 (0,0%) | 11 (0,5%)     |
| Укупно            | 0        | 2.195         |